# Běh na lyžích na Zimních olympijských hrách 1984
Běh na lyžích na Zimních olympijských hrách 1984 v Sarajevu.

## Medailové pořadí zemí
| Pořadí | Země                 | Zlato | Stříbro | Bronz | Celkově |
| ------ | -------------------- | ----- | ------- | ----- | ------- |
| 1.     | Finsko (FIN)         | 3     | 1       | 4     | 8       |
| 2.     | Švédsko (SWE)        | 3     | 1       | 1     | 5       |
| 3.     | Sovětský svaz (URS)  | 1     | 4       | 0     | 5       |
| 4.     | Norsko (NOR)         | 1     | 1       | 2     | 4       |
| 5.     | Československo (TCH) | 0     | 1       | 1     | 2       |
|        | Celkem               | 8     | 8       | 8     | 24      |

## Medailisté

### Muži
| Disciplína        | Zlato                                                                        | Výkon     | Stříbro                                                                                          | Výkon     | Bronz                                                                        | Výkon     |
| ----------------- | ---------------------------------------------------------------------------- | --------- | ------------------------------------------------------------------------------------------------ | --------- | ---------------------------------------------------------------------------- | --------- |
| 15 km             | Gunde Svan · Švédsko (SWE)                                                   | 41:25,6   | Aki Karvonen · Finsko (FIN)                                                                      | 41:34,9   | Harri Kirvesniemi · Finsko (FIN)                                             | 41:45,6   |
| 30 km             | Nikolaj Zimjatov · Sovětský svaz (URS)                                       | 1:28:56,3 | Alexandr Zavjalov · Sovětský svaz (URS)                                                          | 1:29:23,3 | Gunde Svan · Švédsko (SWE)                                                   | 1:29:35,7 |
| 50 km             | Thomas Wassberg · Švédsko (SWE)                                              | 2:15:55,8 | Gunde Svan · Švédsko (SWE)                                                                       | 2:16:00,7 | Aki Karvonen · Finsko (FIN)                                                  | 2:17:04,7 |
| štafeta 4 × 10 km | Švédsko (SWE) · Thomas Wassberg · Benny Kohlberg · Jan Ottosson · Gunde Svan | 1:55:06,3 | Sovětský svaz (URS) · Alexander Batyuk · Alexandr Zavjalov · Vladimir Nikitin · Nikolaj Zimjatov | 1:55:16,5 | Finsko (FIN) · Kari Ristanen · Juha Mieto · Harri Kirvesniemi · Aki Karvonen | 1:56:31,4 |

### Ženy
| Disciplína       | Zlato                                                                                | Výkon     | Stříbro                                                                                   | Výkon     | Bronz                                                                                            | Výkon     |
| ---------------- | ------------------------------------------------------------------------------------ | --------- | ----------------------------------------------------------------------------------------- | --------- | ------------------------------------------------------------------------------------------------ | --------- |
| 5 km             | Marja-Liisa Hämäläinenová · Finsko (FIN)                                             | 17:04,0   | Berit Aunli · Norsko (NOR)                                                                | 17:14,1   | Květa Jeriová · Československo (TCH)                                                             | 17:18,3   |
| 10 km            | Marja-Liisa Hämäläinenová · Finsko (FIN)                                             | 31:44,2   | Raisa Smetaninová · Sovětský svaz (URS)                                                   | 32:02,9   | Brit Pettersenová · Norsko (NOR)                                                                 | 32:12,7   |
| 20 km            | Marja-Liisa Hämäläinenová · Finsko (FIN)                                             | 1:01:45,0 | Raisa Smetaninová · Sovětský svaz (URS)                                                   | 1:02:26,7 | Anne Jahren · Norsko (NOR)                                                                       | 1:03:13,6 |
| štafeta 4 × 5 km | Norsko (NOR) · Inger Helene Nybråten · Anne Jahren · Brit Pettersenová · Berit Aunli | 1:06:49,7 | Československo (TCH) · Dagmar Švubová · Blanka Paulů · Gabriela Svobodová · Květa Jeriová | 1:07:34,7 | Finsko (FIN) · Pirkko Määttä · Eija Hyytiäinen · Marjo Matikainenová · Marja-Liisa Hämäläinenová | 1:07:36,7 |